# Бергстен, Курт
Курт Яльма́р Ве́рнер Бергстен (швед. Kurt Hjalmar Verner Bergsten; 24 июня 1912 — 21 июля 1987) — шведский футболист, играл на позиции нападающего. Участник чемпионата мира 1938 года.

## Биография

### Клубная карьера
Всю футбольную карьеру Бергстен играл за «Ландскруну», но не выиграл никаких трофеев. Вместе со своим братом Гуннаром был важной частью команды, с которой завоёвывал медали чемпионата. Всего в лиге Аллсвенскан сыграл 157 матчей и забил 60 голов. Всего в общей сложности во всех турнирах за «Ландскруну» сыграл 271 матч и забил 139 голов.

### Карьера в сборной
Дебютировал за сборную Швеции 16 июня 1935 года в матче со сборной Дании — Швеция одержала победу со счётом 3:1. Был включён в состав сборной Швеции на чемпионат мира 1938 года, но на поле не выходил. Всего за сборную Швеции сыграл 6 матчей и забил 1 гол.

### Смерть
Скончался 21 июля 1987 года в возрасте 75 лет.